# Nihilisme

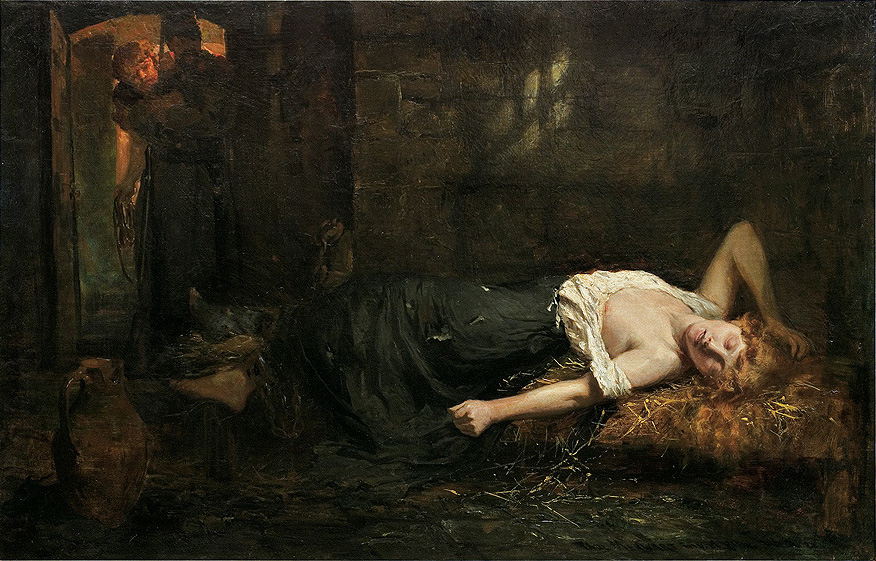
Le Nihiliste de Paul Merwart

Le nihilisme   (du latin nihil, « rien ») est la séparation entre les valeurs et les faits, et proclame l'impossibilité de hiérarchiser les valeurs. Cette position implique l'amoralisme et le scepticisme moral. Le nihilisme est souvent associé au relativisme, il n'en constitue cependant pas une conséquence nécessaire, même si l'un est souvent tiré de l'autre. Le nihilisme repose sur la remise en question des causalités, intentionnalités et normativités de l'existence. Il est une attitude ou doctrine qui nie l’être et l’absolu, et qui donc verse dans le relativisme. Cette notion est applicable à différents domaines : philosophique, religieux, littéraire et politique.
Un abus de langage courant mène à user du terme comme synonyme de décadence, d'anomie ou de renversement des valeurs.

## Apparition du terme
Les premières occurrences documentées datent de 1763 où le terme est associé à des points de théologie chrétienne.
Utilisée par Pierre Bonhomme dans son livre Anti-Uranie, ou le Déisme comparé au christianisme.

Plusieurs occurrences des termes Nihilisme et Nihiliste dans Histoire littéraire de la France: XIIe siècle
C'étoit celle du Nihilisme dont nous nommerons l'auteur en son lieu. Elle consistoit à prétendre que Jésus-Christ, en tant qu'homme, n'étoit point quelque chose, sans toutefois nier que la nature humaine fût hypostatiquement et sans mêlange unie au Verbe. Car, disoient les Nihilistes, le Verbe en s'incarnant s'est revêtu de noitre nature à la manière d'un homme qui endosse un habit.
Le terme apparaît en 1787 sous la plume de Jacob Hermann Obereit (de) qui voit dans l’œuvre d'Emmanuel Kant, à qui il reproche l'hypostase du sujet par une méthode spéculative, un anéantissement méthodique de la certitude du monde naturel de sorte que l'ouverture d'une conscience vide de sens se pose. Le nihilisme philosophique est articulé en 1799 par Friedrich Heinrich Jacobi dans une lettre à Johann Gottlieb Fichte, pour critiquer son système philosophique.

## Littérature
Des écrivains comme Dostoïevski dans Les Démons, notamment à travers le personnage de Kirilov, et Émile Zola dans Germinal, avec celui de Souvarine, montrent et éventuellement dénoncent le danger de l'extrémisme et du nihilisme. Dostoïevski constate la difficulté de concilier l'idée d'un Dieu bon et tout-puissant avec l'existence du mal. Le mal, surtout, le tourmente. D'un autre côté, il constate que l'athéisme occidental ne nie plus seulement Dieu, mais aussi le sens de la « création », la raison d'être du monde et de la vie. Il constate que la justice humaine est incapable de porter remède au mal moral. Elle est elle-même parfois un mécanisme producteur d'inhumanité. Dostoïevski en vient à constater que « si Dieu n'existe pas, tout est permis » (Les Frères Karamazov, XI - VI). (Cette constatation devient ce que certains appelleront plus tard le « Problème du bien »). C'est à cette question que, plus tard, des individus comme Albert Camus tenteront de répondre. Camus, par exemple, pense que le sens de l'absurde n'est pas dans les choses. « L’absurde naît de cette confrontation entre l’appel humain et le silence déraisonnable du monde. » L'absurde est alors maintenu comme certitude et présupposition première. Pour Camus, sa conséquence est le renoncement à toute attribution métaphysique d'un sens transcendant à l'existence.
Franz Kafka, Louis-Ferdinand Céline, Georges Hyvernaud, Albert Camus par exemple dans Le Mythe de Sisyphe (1942) ou L'Étranger (1942) ou Eugène Ionesco dans La Cantatrice chauve (1950) manifestent une prise de conscience par l'individu occidental de son aliénation et du vide existentiel qui l'accompagne. Une diminution volontaire de ces contraintes permet à des artistes comme les surréalistes d'en suggérer le dépassement, à la manière du rêve.
Dans son ouvrage Une nihiliste, la mathématicienne et écrivaine féministe Sofia Kovalevskaïa décrit le parcours d'une jeune femme noble qui choisit d'« aller au peuple » et de se joindre à la cause des jeunes révolutionnaires russes.

## Philosophie

### Nihilisme de Gorgias ou ses propos sur le non-être
Dans la Grèce antique, le sophiste Gorgias fut l'un des premiers à développer des thèses qualifiées a posteriori de « nihilistes ». Ces thèses se résument en trois points :
- Rien n'existe.
- Si quelque chose existe, ce quelque chose ne saurait être appréhendé et encore moins connu par l'homme.
- Même s'il l'était, son appréhension ne serait pas communicable à autrui.

### Pensée de Nietzsche
À la fin du XIXe siècle, Friedrich Nietzsche décrit l'accélération de l'histoire avec les déséquilibres qui s'accentuent, ces déséquilibres tendant à être compensés par la tyrannie anonyme des institutions, tyrannie elle-même génératrice de « stress ». Pour lui, la notion de nihilisme recèle un paradoxe intéressant. Il décrit deux formes de nihilisme.
La première est un nihilisme passif : « Nihiliste est l’homme qui juge que le monde tel qu'il est ne devrait pas être, et que le monde tel qu'il devrait être n'existe pas. Ainsi, l’existence (agir, souffrir, vouloir, sentir) n’a aucun sens : de ce fait le pathos du « en vain » est le pathos nihiliste — et une inconséquence du nihiliste ». Ce nihilisme passif peut être « très approximativement », rapproché de la doctrine de Schopenhauer, qui influença grandement la pensée du philosophe. Le nihilisme des faibles consiste à se réfugier dans un arrière-monde (le monde des idées) et donc, à renier la vie.
La deuxième forme est un nihilisme actif, lorsque les croyances s'effondrent du fait qu'elles sont dépassées. C'est ici un nihilisme des forts qui est une sorte de mue : des valeurs sont abandonnées et d'autres sont adoptées. La volonté du fort n'est pas abattue par l'absurde, mais invente de nouvelles valeurs à sa mesure. Ainsi, le dépassement du nihilisme, à travers la pensée de l'éternel retour, est-il nommé transvaluation des valeurs. Le nihilisme actif est l'étape précédant ce concept. Il ne conduit pas au surhomme, qui est celui qui approuve entièrement le monde du devenir, son caractère changeant et incertain : on peut dire que le surhomme est ce monde, il le vit. De ce second sens, il est possible d'extraire encore un autre sens, réservé à l'élite des esprits libres : il s'agit du nihilisme de la pensée, la négation absolue de l'être, négation qui devient selon Nietzsche la manière la plus divine de penser. Selon cette pensée, il n'y a pas du tout de vérité ; nos pensées sont alors nécessairement fausses.
Selon Nietzsche, l'état normal du nihilisme, qui est la négation de l'être, est une manière divine de penser, en ce sens qu'elle est un rejet définitif de tout « idéalisme » (idéalisme identifié à du nihilisme au sens des « faibles ») et de ses conséquences (la morale chrétienne entre autres). Influencé par la pensée nietzschéenne, Cioran inventera le nihilisme « pessimiste », qui ne laisse à l'homme aucune lueur d'espoir : « Contre l'obsession de la mort, les subterfuges de l'espoir comme les arguments de la raison s'avèrent inefficaces. » Par ailleurs et dans une œuvre parfois comparée à celle de Cioran, Albert Caraco voyait la vie comme un non-sens absolu.
« Que les plus hautes valeurs se dévalorisent », voilà la définition que Nietzsche donne du nihilisme dans un fragment inachevé, La Volonté de puissance. Heidegger en viendra à critiquer ouvertement cette définition, la jugeant superficielle, car au lieu de dépasser la métaphysique, elle l'accomplit et l'achève[pas clair] via le concept de volonté de puissance. L'immoralisme, l'abandon de la Raison ou l'affirmation des lois de la Nature (opposées au légalisme et au moralisme) est pour Nietzsche, le bon nihilisme à adopter. Cet immoralisme vient de la pensée sophiste et de la pensée libertine.

### Pensée de Heidegger
Pour Martin Heidegger, le « nihilisme » est fonction et conséquence de la pensée « métaphysique » (qui s'inscrit de Platon à Nietzsche), c'est-à-dire de l'histoire de la pensée occidentale, qui se caractérise, pour lui, par « l'oubli de l'être ». Heidegger identifiera le nihilisme comme destin de l'histoire occidentale. Une meilleure définition du nihilisme « moderne », dont le déploiement se manifeste dans la technique, serait, pour Heidegger : « Tout est nul, à tout égard ».

### Pensée de Leo Strauss
Selon Leo Strauss, la définition « (d'un) nihiliste est un homme qui connaît les principes de la civilisation, ne serait-ce que d'une manière superficielle. Un homme simplement non civilisé, un sauvage, n'est pas un nihiliste ». Dans son ouvrage Droit naturel et histoire, il estime que l'abandon du droit naturel classique est la définition même du nihilisme. Le rejet du droit naturel ouvre la voie à la tyrannie et au totalitarisme. Leo Strauss identifie le conventionnalisme libéral, l’utilitarisme, le positivisme et l'historicisme au nihilisme, car ces doctrines sont éloignées de l'idée de « vérité », de « justice » et de la « bonne société ». Il fait remonter le nihilisme à Machiavelli, Hobbes, Locke, Spinoza, Descartes et Rousseau. Il rejette donc le rationalisme des modernes, pour embrasser celui des classiques. La posture de Strauss est celle d'un conservateur classique.

## Politique
Le terme nihilisme fut popularisé par l'écrivain russe Ivan Tourgueniev dans son roman Pères et Fils (1862) pour décrire au travers de son héros, Bazarov, les vues de l'intelligentsia radicale russe émergente. Tel que le définit Tourgueniev, le nihilisme correspond à un positivisme radical. Mais le livre connut beaucoup de succès et le héros Bazarov encore plus. Le nihilisme désigna alors progressivement un mouvement politique de critique sociale apparu au milieu du XIXe siècle en Russie. Il évolua ensuite vers une doctrine politique n'admettant aucune contrainte de la société sur l'individu, et refusant tout absolu religieux, métaphysique, moral ou politique.
Par extension, le nihilisme fut le nom donné aux mouvements radicaux, « révolutionnaires » anti-tsaristes qui prônèrent le terrorisme politique. En 1881, le groupe Narodnaïa Volia réussit à assassiner l'empereur Alexandre II, qui cherchait pourtant à rendre son régime moins autocratique. Le pouvoir suprême passa alors à son fils, qui avait des idées moins « libérales ». La répression qui suivit l'assassinat de l'empereur fut fatale au mouvement, mais pas à ses idées.
Le terrorisme révolutionnaire devait reprendre de plus belle et avec une ampleur inégalée quelques années plus tard. Le raidissement autoritaire, dans une société qui s'industrialisait rapidement eut pour conséquence, pendant la Première Guerre mondiale, l'adhésion d'une frange non négligeable d'intellectuels à la révolution russe, puis, à l'instauration du régime bolchevik, dans lequel la lutte des classes était érigée en système. Bien qu'éphémère, ce mouvement politique a soulevé des questions auxquelles se sont intéressés des penseurs de tous horizons. De ces interrogations est née une doctrine philosophique mettant en avant l'absurdité du monde tel qu'il est, la négation des valeurs morales sociologiquement acceptées et plus généralement, la négation de l'existence d'une réalité substantielle.

### Géopolitique
Pour Emmanuel Todd, la disparition du protestantisme aux Etats-Unis a mené l'Amérique, par étapes, du néo-libéralisme au nihilisme.

### Anarchisme et nihilisme
Ces deux courants sont souvent associés, voire assimilés. Ainsi, Pierre Kropotkine, dans son livre La Morale anarchiste, fait souvent le parallèle entre les deux courants. Les nihilistes russes sont libéraux et luttent contre les institutions politiques et religieuses. Ces nihilistes rejettent toute contrainte sociale. De même, le mouvement punk symbolise le rejet des valeurs bourgeoises et des normes admises. Il se réclame du nihilisme et de l'anarchisme.

## Bouddhisme et nihilisme
Le bouddhisme est souvent confondu avec le nihilisme. Cette compréhension du bouddhisme est une interprétation erronée ou simplement une ignorance de la notion de vacuité (shûnyâta), appelée aussi interdépendance. Cette vue fausse vient de notre manière instinctive de penser en termes de dualité (confère avec les biais cognitifs), de couples d'oppositions. Le bouddhisme rejette tant l'Être que le Néant, concepts qui tous deux ne correspondent à aucune réalité (l'Être n'est pas, puisqu'il n'y a rien de permanent et tout est provisoire, et le Néant n'est pas, par définition : la réalité est quelque chose qui n'est ni l'un ni l'autre et que la pensée discursive ne peut saisir ultimement) :

« Ce monde est supporté par un dualisme, celui de l'existence et de la non-existence. Mais quand on voit avec juste discernement l'origine du monde tel qu'il est, « non-existence » n'est pas le terme qu'on retient. Quand on voit avec juste discernement la cessation du monde tel qu'il est, « existence » n'est pas le terme qu'on retient. (Kaccayanagotta Sutta) »

Quand on dit que les choses sont vides d'existence propre, on veut dire qu'elles sont composées et n'existent pas par elles-mêmes, c'est-à-dire qu'elles dépendent des autres pour exister. Quand on considère un objet, on n'y trouve nulle part d'entité, seulement des parties interdépendantes. De plus, comme les phénomènes sont impermanents, ils sont transitoires, ils n'existent pas durablement. C'est en ce sens que l'on parle de non-soi, de vacuité d'existence propre. Les phénomènes ne renvoient pas à un substrat durable (l'Être), ni à une absence de cause (le Néant), mais à d'autres phénomènes en réalité relative.
Le concept de « vacuité absolue » (Śūnyatā) est cependant ce qui s'approche le plus du néant de la philosophie occidentale, et le nirvāna est défini dans les textes comme « là où il n'y a rien, où rien ne peut être saisi » (Sutta Nipāta, 1093-1094). Le nirvāna est, en fait, un état de l'esprit dans et pour lequel il n'y a plus lieu de parler de « choses ». Les objets n'ont pas d'existence en soi, ils sont composés. Mais les parties elles-mêmes sont composées. Dans le bouddhisme, on considère généralement que l'on peut appréhender ainsi ce qui est appelé « réalité » en allant jusqu'à arriver à la conclusion qu'il n'y a rien qui constitue les choses. Le bouddhisme affirme l'existence interdépendante tout en niant son essence. D'où l'expression du Sūtra du Cœur :

« La forme est vide et le vide est forme. »

Friedrich Nietzsche emploie le terme de nihilisme dans un sens très particulier, qui n'est pas exactement le sens courant : il désigne ainsi la tendance à dévaloriser l'ici-bas en faveur d'un « au-delà », quel qu'il soit, religieux, politique, etc. Le bouddhisme, à l'exception peut-être du Mahayana, ne relève pas de cette définition-là du nihilisme étant donné que son approche est plutôt immanente. En effet, il insiste sur l'importance de considérer avec autant d'intérêt tous les êtres où qu'ils soient. Dans son dernier ouvrage « Ecce Homo », Nietzsche présente le bouddhisme comme une « hygiène » qui tend à « libérer l'âme du ressentiment ». Nietzsche s'oppose encore plus fondamentalement au bouddhisme avec le principe de l'Éternel retour, puisqu'il y postule que la vie peut être désirable.
Concernant les âmes, le bouddhisme généralement rejette l'annihilationisme « (ucchedavada) », qui est le point de vue selon lequel la mort est la fin absolue de l'existence (la renaissance est niée), ce qui était l'opinion de l'école Chârvâka, et rejette l'éternalisme, point de vue selon lequel les âmes sont éternelles. D'après le bouddhisme, les esprits existent de façon interdépendante, et subissent ce qu'on appelle réincarnation ou renaissance.
Le Néant est également un état de conscience, accessible par la méditation, qui correspond à la sphère du Néant (akiñcaññayatanam) dans l'arūpaloka.

## Critiques

### Critique religieuse
Le théologien jésuite Henri de Lubac critique le sens que Nietzsche attache au nihilisme de « mort de Dieu ».
Dans son encyclique Fides et ratio (1998), le pape Jean-Paul II considère que le nihilisme est une conséquence de la crise du rationalisme. « Ses adeptes font la théorie de la recherche comme fin en soi, sans espérance ni possibilité aucune d'atteindre la vérité. Dans l'interprétation nihiliste, l'existence n'est qu'une occasion pour éprouver des sensations et faire des expériences dans lesquelles le primat revient à l'éphémère. ».
Toujours dans Fides et ratio, Jean-Paul II considère que le nihilisme, « qui est à la fois le refus de tout fondement et la négation de toute vérité objective », correspond à « une conception plus générale qui paraît constituer aujourd'hui la perspective commune de nombreuses philosophies qui ont renoncé au sens de l'être ».

### Critiques de la société postmoderne
Le terme nihilisme est abusivement utilisé afin de décrire la postmodernité (aussi appelé, par abus de langage, post-modernisme). Devenu mot-valise populaire servant de synonyme à anomie, décadence, renversement des valeurs, post-vérité, ses utilisateurs semblent s'appuyer sur une définition nietzschéenne très vague du nihilisme qu'ils se sont librement appropriée où se mêlent symptômes, causes et conséquences de changements sociétaux divers. La description du nihilisme, dans ce contexte, tient davantage du rapport au déconstructionnisme social qu'à une quelconque forme de philosophie ou de politique traditionnellement propre au nihilisme.

#### Avis de divers penseurs modernes
Alain Badiou constate que : « Le structuralisme, d’inspiration scientiste, accomplit la prophétie de Martin Heidegger selon quoi rien n’échappe à l’empire de la technique, l’accomplissement nihiliste de la métaphysique qui parle de la « mort de l’Homme ». Son corrélat littéraire est le Nouveau Roman, Alain Robbe-Grillet, etc. Son ontologie du manque, avec une absence du sujet dont tout le problème est de dire d’une façon arrachée à ce que ce nihilisme combattait et dépassait, empêche de revenir à la philosophie de la conscience. Le vrai nihiliste, le nihiliste actif, est l’interlocuteur essentiel car déversé soit dans une anthropologie historienne, soit dans une philosophie de la Nature. Le second courant l’emporte, avec Michel Serres et sa cosmologie du bruit de fond. La seule exception demeure Jacques Lacan, pour autant qu’il n’a jamais cédé sur le concept de sujet, sans jamais non plus se replier sur la phénoménologie ».
Stéphane Zagdanski quant à lui, prône « un nihilisme actif, lequel serait la force de vivre dans un monde où il n'y a plus de fondements, ni sur le plan métaphysique, ni sur le plan des autorités politiques. (…) Le problème du nihilisme est d'instaurer une attitude philosophique capable de développer une forme de rationalité non fondationnelle. Cela conduit à replacer le nihilisme dans l'histoire de l'être, parce qu'il n'y a d'autre rationalité non fondationnelle que remémorative. (…) Ou bien nous cherchons à reconstruire une civilisation fondationnelle ; ou bien nous acceptons de vivre la dissolution des fondements comme la seule forme d'émancipation possible ».
Pour Alain Finkielkraut : « Le relativisme est la plaie de nos sociétés quand bien même il ne conduirait pas au totalitarisme. Il conduit au nihilisme, qui n’est pas celui du « tout est possible », ni nécessairement du « tout est permis » – on met quand même ici ou là des barrières – mais le nihilisme effrayant du « tout est égal » qui accompagne l’enlaidissement du monde. Le monde s’enlaidit sous nos yeux. Si tout est égal, on ne peut pas répondre à cet enlaidissement. Le postmodernisme vous dira : « oui, tout change mais de toute façon l’humanité n’est que perpétuelle métamorphose, il n’est pas de crépuscule qui ne soit une aurore ». On cessera d’être moderne au sens d’un temps linéaire qui progresse, mais on aura troqué cette philosophie pour une autre pire encore, la métamorphose continuelle d’une réalité inaccessible à toute critique : « ça change, vive le changement ! ».